# Kinski Gallo
Joaquín Jesús Gallo Nash Rodríguez (nacido en 1983) más conocido artísticamente como Kinski Gallo, es un cantautor, músico, compositor y productor mexicoestadounidense. Conocido por haber sido el miembro vocalista de la banda estadounidense de rock bilingüe Monte Negro, desde 2006 hasta principios de 2012. Kinski saltó a la fama junto a su hermano mayor Rodax Gallo con quien después formó la banda Gallo. Kinski lanzó su carrera solista y varios proyectos musicales. También conocido por su sencillo “Cumbia del Corazón” el cual forma parte de la banda sonora de FIFA 15 de EA Sports.

## Primeros años
Joaquín Jesús Gallo Nash Rodríguez nació en 1983, en Jalisco, Guadalajara, México, uno de nueve hijos. Su padre era un cantante de mariachi. Kinski se mudó a Venice, California en su adolescencia. A través de su familia y cultura, Kinski estuvo expuesto a baladas románticas tradicionales, cumbias, boleros y norteñtas.[cita requerida] Kinski cuando era un niño él solía escuchar a su padre cantar y empezó aprender sobre la armonía y sus diferentes variaciones.

## Carrera musical

### Inicios
Entre 1994 y 1998, Kinski de 11 y su hermano mayor Rodax de 13 años habían formado su primera banda llamada “Idle” junto a sus compañeros de secundaria Ángel Elías y Sergio Bedolla.[cita requerida]
En agosto de 1999, lanzaron su álbum Breaking Through with Communication y en 2002 Post Modern Hope en paralelo a su segunda banda Anima. Sergio Bedolla había invitado a su amigo baterista Billy Panther para formar parte de Anima, pero él no quiso.[cita requerida]
A finales de 1999, Kinski a sus 16 años formó su segunda banda llamada "Anima" junto a Rodax. Ésta se dedicaba al punk/new-wave y cantaban en español. Pero a los hermanos Gallo no les gustaba que los llamaran “Latin Red Hot Chili Peppers”; ya que los consideraban una versión en español de dicha banda y ellos decidieron transicionar del español al inglés. Aunque la banda Anima se separaría y los hermanos Gallo empezaron por buscar nuevos miembros los cuales fueron el guitarrista Jason Li Shing quien participaba el concurso de talento en la misma escuela secundaria, después de escuchar y buscar entre varios bateristas, la banda seleccionó a Xavier López y formaron Madrepore en 2003; antes de Xavier López llegara a Madrepore la banda tenía de baterista a Ángel Elías con quien lanzaron All's Going to Be Beautiful (Just Wait and See) en 2003.[cita requerida]

### 2006–11: debut de Madrepore y su paso a Monte Negro
En 2006, Madrepore lanzó su álbum debut Overblown en Japón distribuido por Imperial Records y Universal Records en los países europeos Escandinavos e Islandia. Madrepore mucho antes de su álbum debut, ellos venía cosechando fanáticos, tocando canciones propias y una de sus canciones "Animie (The Blues Armada)" fue la que marcó el bilingüismo de la banda. La banda fue mencionada como una estética emo metalera con su álbum híbrido Overblown por sus canciones en Inglés y las tituladas en español resultaron ser mejores como referente a "Anomie (The Blues Armada)"; pero no todas las tituladas en español no eran cantadas completamente en dicho idioma. A la banda le faltaba herencia propia en su música para poder diferenciarse de otros similares.
En octubre, la banda cambió su nombre a “Monte Negro” y lanzaría su álbum EP “Amor Finito” el día 9. Éste contaba con 6 canciones las cuales se destacaron “Give Me Love (No Llores)” y “The Part Of Me You've Thrown Away”.[cita requerida]
En 2007, el guitarrista Jason Li Shing aspiraba la salida del primer álbum oficial de Monte Negro Cicatrix para el mes de julio.[cita requerida] Pero la banda estuvo de gira 3 semanas en Costa Rica y tenían que participar en entrevistas televisivas, el álbum se iba a lanzar el 21 de agosto. Cicatrix fue lanzado por Feed the Hungry Records. La mitad de las canciones son cantadas en español e inglés o una fusión de ambos idiomas creando bilingüe con influencias de pop rock.
En 2008, la banda firmaría un contrato con Sony/Epic Records; así llegando a relanzar su álbum Cicatrix para el mes de agosto. El 15 de enero, lanzaron su EP Who Told You? de 5 canciones de colección de forma digital. La banda atravesó por una falta de descripción por parte de una revista estadounidense debido a sus canciones las cuales sus géneros musicales eran "híbridos" y letras en español e inglés. Luego la banda realizó su gira musical Gone Till November 2008 presentando su álbum debut Cicatrix.
En 2009, lanzaron su EP Fugitives of Pleasure and Pasajeros el 28 de julio por Epic Records de 3.000 mil copias. Luego de su lanzamiento la banda empezaría una gira por Estados Unidos de 14 fechas establecidas y en octubre en México. Fugitives of Pleasure and Pasajeros fue grabado por el productor Tone; quien ya había trabajado en los álbumes previos. También fue lanzado bajo el propio sello de la banda Feed the Hungry Records el mismo día. Aunque el EP tuvo de canción mediocre a “The Message”, pero el resto fueron consideradas excepcionales y la voz de Kinski seguía impresionando.
En transcurso de tiempo del año 2009, Monte Negro no paso su mejor año en la industria musical. Ellos terminaron por romper su contrato con Sony/Epic Records para tener más libertad en las decisiones y realizar trabajos más independiente para la banda. En medio de las grabaciones de su segundo álbum de estudio, el baterista Xavier López dejó Monte Negro y fue reemplazdo por el colombiano Francesco Ferrini apodado "El Pipe". El abandonó de Xavier López fue normalmente ya que él "quería hacer otras cosas en la música, y los miembros de Monte Negro otras".
En 2010, Monte Negro lanzó su segundo álbum de estudio Cosmic Twins el 10 de noviembre por Feed The Hungry Records de 3.000 mil copias. Kinski trabajó en conceptualizar el arte del álbum desde los discos hasta las carátulas. Una de las canciones del álbum es “Guero (White Man)” que cuenta sobre cómo él se adaptó en Estados Unidos junto a su hermano y que refleja la discriminación del país a los inmigrantes.
En 2011, Monte Negro realizó su gira musical de todo el año Elevate Tour 2011 en apoyó de su segundo álbum de estudio.[cita requerida]

### 2012–13: La sombra de Monte Negro
En abril de 2012, en el sitio web de Monte Negro se afirmó su separación; los hermanos Gallo seguirían con su nueva banda “Gallo band” y el guitarrista Jason Li Shing fue a estudiar flamenco en Sacromonte, España.[cita requerida]
Entre 2012 y 13, los hermanos Gallo bajo el nombre de “Gallo band” lanzaron una trilogía de álbumes donde separan los idiomas y los géneros musicales. Dicha trilogía estuvo compuesta por los álbumes Fuego dedicado únicamente al español y lanzado en 2012, luego en 2013 lanzaron su dos últimos trabajos Phoenix Rising con canciones en total inglés y Mamawe en bilingüe. El proyecto de Gallo band fue una banda que los hermanos Kinski y Rodax Gallo hicieron después de Monte Negro para homenajear a sus influencias musicales y derivar otros géneros musicales dejando a un lado lo de ser una “banda de rock” pasando a música disco, cumbias, pop, electrónica y entre otros. Tiempo después la banda Gallo se separa.[cita requerida]

### 2014–presente: Carrera en solitario y proyectos musicales
En 2014, Kinski lanzó su carrera en solitario bajo su nombre artístico “Kinski Gallo” que junto al tecladista y productor Juan Cuvarrubias abarcaron en combinar la música electrónica con varios géneros musicales desde cumbia, reggae y pop. Ambos compusieron la canción “Cumbia del Corazón” parte de su debut Venado EP de Kinski, lanzado el 4 de noviembre por Jomi Records;[cita requerida] el material fue grabado en los estudios de Los Ángeles SunKing Studios. Su primer sencillo “Cumbia del Corazón” fue la canción que hizo despegar la carrera de Kinski, la canción fue seleccionada para formar parte de la banda sonora de FIFA15 de EA Sports y ésta se volvió una de las favoritas de los jugadores. En paralelo lanzaron el proyecto M.O.M (Music of Mars) dedicado a la música electrónica bailable. Pero éste sería descontinuado.
En 2019, Kinski lanzó su segundo EP Jaguar el 15 de junio a través de su propio sello discográfico llamado "Paisatronic Records".[cita requerida]
En 2020, lanzó su tercer EP Replicas el 25 de febrero, en este álbum Kinski versiona 4 de sus viejas canciones las cuales son parte del álbum debut Cicatrix de Monte Negro.
En 2022, Kinski empezó una trilogía de álbumes EP compilatorios de sus canciones versionadas a un estilo electrónico y reggae desde el relanzamiento de Venado, y lanzamientos de Jaguar y M.A.N.O EP.[cita requerida] En septiembre, Kinski lanzó su proyecto musical "NVBES" (antes llamado "Rame") una banda de electrop pop bilingüe. En ese mismo año lanzaron un álbum de estudio llamado Zentro y un EP Atomos. En agosto, NVBES formada por Kinski Gallo, Alex Ross, Argel Cota y Jesús Michel aterrizaron en México en la gira de su álbum y EP.

## Discografía

### Bandas
Idle/Anima
- Breaking Through with Communication (1999)
- Plastic (1999)
- Post Modern Hope (2002)

Madrepore
- All's Going To Be Beautiful (Just Wait And See) (2003)
- Overblown (2006)

Monte Negro
- Cicatrix (2007)
- Who Told You? EP (2008)
- Fugitives Of Pleasure And Pasajeros (2009)
- Cosmic Twins (2010)

Gallo band
- Fuego (2012)
- Phoenix Rising (2013)
- Mamawe (2013)

NVBES
- Zentro (2022)
- Atomos EP (2022)

### En sólo
Cómo Kinski Gallo
- Venado EP (2014)
- Jaguar EP (2019)
- Replicas EP (2020)
- M.A.N.O EP (2022)

## Sencillos
- "Cumbia del Corazón" (de la banda sonora de FIFA 15) (2014)
- "Sailor Song (Cómo Que Te Vas)" (2019)
- "Club Lonely Hearts" (2020)
- "Anttimaya (Tiñe)" (2022)
- "This World is Crazy" (2024)